# Fabio Morici
Fabio Morici (Roma, 1º settembre 1978) è un attore e sceneggiatore italiano.

## Biografia

### Gli inizi
Come attore si forma frequentando laboratori e stage tenuti da insegnanti come Michael Margotta (fondatore dell'Actor's Center), Francesca Viscardi, Doris Hicks. Come autore frequenta invece il corso di formazione per sceneggiatori Rai/Script, fondato dalla Dino Audino Editore in collaborazione con Rai Fiction.
Muove i primi passi della sua carriera nel teatro, dopo essere stato notato in un provino dal regista e attore Marco Falaguasta, direttore artistico del Teatro Testaccio, dove debutta nei primi anni duemila.
Nella stagione 2002/2003 è tra i concorrenti, nella categoria attori, della seconda edizione del talent show Amici di Maria De Filippi. Nel frattempo si laurea in Scienze della Comunicazione a La Sapienza di Roma.
Negli anni a seguire lavora come autore e conduttore per la radio e per la televisione. Dal 2008 inizia la collaborazione con il programma di approfondimento cinematografico Effetto notte, in onda su TV2000, che durerà fino al 2013. Dall'estate del 2009 in poi gli viene affidata la presentazione del Lucania Film Festival. Nel 2010 pubblica il suo saggio La sitcom, un manuale sulla scrittura della situation comedy. Nello stesso anno comincia la sua collaborazione con Lillo e Greg, come autore e attore di strisce comiche per il programma radiofonico Sei Uno Zero, in onda su Radio 2.

### Il consolidamento

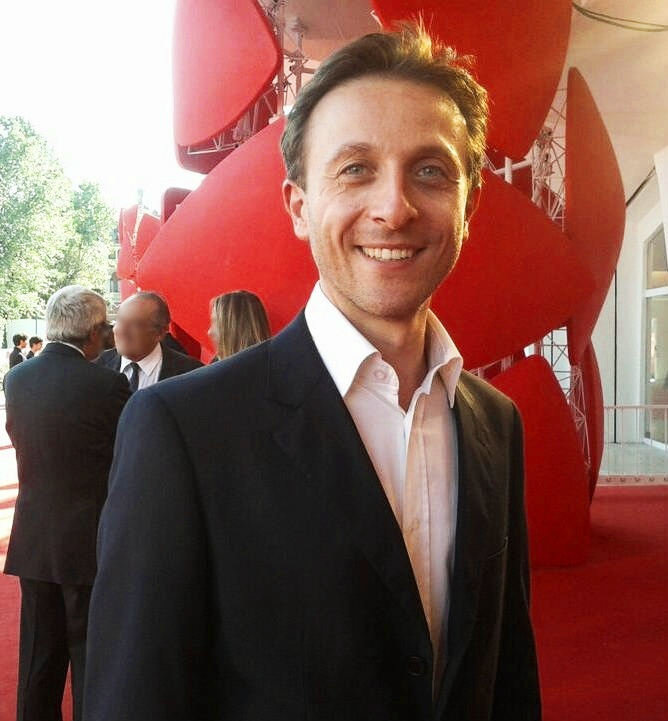
Fabio Morici alla 70ª Mostra internazionale d'arte cinematografica di Venezia per la prima di Che strano chiamarsi Federico (2013)

Nella stagione 2012/2013 recita nella serie tv L'isola, di Alberto Negrin, in onda su Rai 1. Nel frattempo lavora come sceneggiatore di sitcom per Rai Due. Sempre nello stesso periodo ottiene il ruolo di Giovanni Mosca, nel film di Ettore Scola Che strano chiamarsi Federico, un racconto biografico su Federico Fellini.
Nel 2014 fa parte del cast del cortometraggio Sonderkommando diretto da Nicola Ragone, con Silvia Scola come co-sceneggiatrice: il corto vince il Nastro d'argento 2015.
Continua, parallelamente, la sua attività di scrittore: nel 2016 esce il suo saggio Iñárritu - Metafisica e Metacinema, un viaggio nella filmografia del regista Alejandro González Iñárritu. Libro che nel 2023 uscirà anche tradotto in inglese.
Sempre nel 2016 firma come autore il nuovo progetto di Rai 1 per l'alfabetizzazione digitale, Complimenti per la connessione, scritta insieme a Marco Diotallevi e Nino Frassica.
Nel 2017 è nella sitcom Realbook di Stefano Disegni, in onda su Rai 1. Sempre nel 2017 prende parte al film Nove lune e mezza, di cui Morici firma soggetto e sceneggiatura assieme a Michela Andreozzi. Il film esce nelle sale nell'ottobre 2017.
Nel 2018 esce il suo romanzo Non sentire il buio,  e l'anno successivo firma come autore lo spot nazionale per la Race for the Cure, la maratona per la raccolta fondi per la lotta contro i tumori del seno.
Sempre nel 2019 inizia la sua collaborazione, come docente e supervisore, con il Centro sperimentale di cinematografia: ne uscirà The Red Hour, una serie antologica di cortometraggi prodotta dal Centro in collaborazione con Campari, interamente realizzata dagli allievi dell'Accademia. I cinque episodi della serie, di cui Morici è story editor, sono stati presentati alla 76ª Mostra internazionale d'arte cinematografica di Venezia. La collaborazione tra Campari e il Centro Sperimentale continua negli anni successivi, sempre sotto la supervisione di Morici. Vengono prodotte altre quattro miniserie: Beyond Passion, Framing Passion, Red Mirror, in cui Morici è anche tra gli attori, Red Rail.

### Oggi
Nel 2020 entra nel cast della serie Jams, in onda su Rai Gulp dal 19 ottobre. A cavallo tra il 2020 e il 2021 recita in altri due film per il cinema: Sulle nuvole opera prima di Tommaso Paradiso, e La donna per me di Marco Martani, entrambi usciti nel 2022.
Nell'autunno 2021 firma soggetto e sceneggiatura, e recita, nell'opera prima di Claudia Gerini, dal titolo Tapirulàn.
Nel 2023 firma il corto/spot omaggio alla "Basilicata, terra di cinema", per la regia di Giuseppe Marco Albano, con Rocco Papaleo come guest star, presentato all'80ª Mostra internazionale d'arte cinematografica di Venezia.
In autunno esce il suo secondo romanzo  Appena il tempo di andar via - Final Cut. 

A dicembre del 2024, in occasione dell'inizio dei festeggiamenti per i 50 anni del Comune di Ciampino - città dove Morici è cresciuto e vive tutt'ora - viene insignito del Premio Città di Ciampino, Menzione Speciale nel campo della cultura e dell'arte "Per aver portato con la sua ecletticità culturale il nome della Città di Ciampino nei saloni letterari, nelle manifestazioni cinematografiche e nei contesti artistici più prestigiosi".

## Filmografia

### Attore

#### Cinema
- Che strano chiamarsi Federico, regia di Ettore Scola (2013)
- Brave ragazze, regia di Michela Andreozzi (2019)
- Bentornato Presidente, regia di Giancarlo Fontana e Giuseppe Stasi (2019)
- Croce e delizia, regia di Simone Godano (2019)
- Sulle nuvole, regia di Tommaso Paradiso (2022)
- La donna per me, regia di Marco Martani (2022)
- Tapirulàn, regia di Claudia Gerini (2022)

#### Televisione
- L'isola – serie TV, 12 episodi (2012)
- Impazienti – serie TV, 1 episodio (2014)
- Realbook – serie TV, 8 episodi (2017)
- Il paradiso delle signore – serie TV, 2 episodi (2019)
- Jams – serie TV, 5 episodi (2020)
- Petra – serie TV, episodio 1x04 (2020)

#### Cortometraggi
- Sonderkommando, regia di Nicola Ragone (2014)
- Stella Amore, regia di Cristina Puccinelli (2016)
- L'autista, regia di Daniele Pini (2017)
- Abbassa l'Italia, regia di Alfredo Fiorillo (2018)
- Il barbiere complottista, regia di Valerio Ferrara (2022)

### Sceneggiatore
- Ombrelloni, regia Riccardo Grandi Rai 2 - quattro episodi (2013)
- Complimenti per la connessione, regia Valerio Bergesio Rai 1 - due stagioni, 40 episodi (2016)
- Nove lune e mezza, regia Michela Andreozzi, produzione Arturo Paglia e Isabella Cocuzza (2017)
- Tapirulàn, regia Claudia Gerini, produzione MTF (2022)

## Radio
- Isoradio (2008-2009) - Autore e attore di strisce comiche nel programma "I nuovi talenti" condotto da Alessandro De Gerardis
- Caterpillar, Rai Radio 2 (2009) - Autore e attore di strisce comiche
- 610, Rai Radio 2 (2010-2013) - Autore e attore di strisce comiche

## Teatro
- Le chiavi del cuore, regia di Marco Falaguasta (2005)
- Le donne, gli uomini, l'amore & il sesso, regia di Marco Falaguasta (2006)
- Notturno di intime voci, regia di Manfredi Gelmetti (2008)
- Le voci del mare, regia di Beniamo Gigli (2009)
- Soriana, regia di Pietro Dattola (2011)
- Pensieri così - Vincenzo Cerami, regia di Donatella Pandimiglio e Antonio Di Vaio (2014)
- #RightsAddict Show, regia Antonio Di Vaio (2014-2015)
- La moda dei suicidi, regia Linda di Pietro (2017-2018)[19]
- Un attimo di follia, regia Danila Muzzi (2019)[20]

## Opere letterarie
- Appena il tempo di andar via - Final cut[16], romanzo (2023)
- Non sentire il buio[21], romanzo (2018)
- Iñárritu - Metafisica e metacinema[22], saggio (2016)
- La sitcom, saggio (2010)

## Riconoscimenti
- Finalista Premio Giovane Holden[23] per il romanzo Non sentire il buio.
- ADCI Awards, Argento Branded Content Tv & Cinema[24] per la sitcom Complimenti per la connessione
- Premio speciale Garcia Lorca[25] per il romanzo Appena il tempo di andar via.
- Secondo Premio Penna d'autore[26] per il romanzo Appena il tempo di andar via.
- Premio Rai/Inail - Save the Talent[27] per il cortometraggio Insicurezza sul lavoro.
- Miglior sceneggiatura, Gallio Film Festival 2022[28], per il film Tapirulàn
- Miglior sceneggiatura, Ciak Film Festival 2022[29], per il film Tapirulàn
- Miglior sceneggiatura, Roseto Opera Prima 2022[30], per il film Tapirulàn
- Premio speciale Un libro per il Cinema[31] per il romanzo Non sentire il buio.
- Miglior sceneggiatura, Cotignola Ciak 2023[32], per il film Tapirulàn
- Premio Città di Ciampino 2024, Menzione speciale nel campo della cultura e dell'arte.[17][18]